# ウダタカキ
菟田 高城（うだ たかき）（別名：ウダ タカキ、1978年6月2日 - ）は、東京都出身の日本の俳優。GIFT所属。

## 人物・略歴
- 身長184cm、体重67kg。血液型A型。
- 趣味は読書・料理・ビリヤード・カメラ・バスケットボール。
- 明治学院大学卒業後、アップスアカデミーにて奈良橋陽子に師事。
- 2005年から主に小劇場で活動を開始、2008年から映画やCMなど映像に活動の場を移す。
- 女優・市川実日子の中学校の同級生である。
- 当初、本名の菟田高城で活動していたが、読みにくい覚えづらいということで、2010年にカタカナ表記に改名。現在は漢字表記をメインに使用している。

## 出演

### 映画
- 「ペルソナ」(樫原辰郎監督) 2008年　相沢進哉役
- 「実録・連合赤軍 あさま山荘への道程」(若松孝二監督) 2008年　吉野雅邦役
- 「ラーメンガール」(ロバート・アラン・アッカーマン監督) 2009年　アキラ役
- 「TAJOMARU」(中野裕之監督) 2009年　山田役
- 「ロストパラダイス・イン・トーキョー」(白石和彌監督) 2010年　黒沢実生役
- 「nude」(小沼雄一監督) 2010年
- 「ネムリバ」(園田新監督) 2010年
- 「東京公園」(青山真治監督) 2011年 清掃バィトの男 役
- 「海燕ホテル・ブルー」(若松孝二監督) 2012年　右田浩平役
- 「鍵泥棒のメソッド」(内田けんじ監督) 2012年　藤本勇気役
- 「ガチバンTRIBAL」(元木隆史監督) 2012年　紅井一樹役
- 「私の奴隷になりなさい」(亀井亨監督) 2012年
- 「プラチナデータ」(大友啓史監督) 2013年　桑原裕太役
- 「体脂肪計タニタの社員食堂」(李闘士男監督) 2013年
- 「凶悪」(白石和彌監督) 2013年　池田太一役
- 「今日子と修一の場合」(奥田瑛二監督) 2013年
- 「鉄馬と風」(浅沼直也監督)　モッシュ役　2013年
- 「DEPARTURE」(園田新監督) 2016年
- 「牝猫たち」(白石和彌監督) 2016年
- 「ユートピア」(伊藤峻太監督)  オールデ役 2018年
- 「僕の名前はルシアン」（大山千賀子監督）2023年 ユーロスペースで公開予定　- 長久保翔 役[1]

### テレビドラマ
- 坂の上の雲（2009年、NHK） - 寒川鼠骨 役
- 絶対零度（フジテレビ系）2010年6月　野崎晃弘役
- 遺品の声を聴く男3(テレビ朝日土曜ワイド劇場)
- 名探偵コナン ドラマスペシャルNTV
- ビート（WOWOW）2011年2月　富岡和夫役
- トライ・エイジ（NHK）
- コドモ警察（毎日放送）2012年6月
- そこをなんとか（NHK BSプレミアム）2012年11月　木崎博章 役
- 相棒 Season 11第9・10話（テレビ朝日）2012年12月　坂口冬二 役
- NHK大河ドラマ
  - 八重の桜（2013年） - 海老名郡治 役
  - 麒麟がくる（2020年） - 弥平 役
- トクソウ(WOWWW) 2014年4月　阿部 役
- 就活家族〜きっと、うまくいく〜(テレビ朝日) 2017年1月
- しもべえ 第3話（2022年1月21日、NHK総合）- 野口一郎 役
- TOKYO VICE（2022年4月7日 - 6月12日、HBO Max・WOWOW） - トレンディ 役
- 嗤う淑女 最終話（2024年9月21日、東海テレビ・フジテレビ系） - 石原輝久 役[2]

### PV
- GReeeeN『遥か』　黒澤智明役
- GReeeeN『旅人』　黒澤智明役

### ネットムービー
- 『MARIA』（魔法のiらんどTV）2010年6月配信スタート　稲葉レイ役
- 『山手線デスゲーム』第21話:目白駅の魔導師役
- 『パーティーは終わった』beeTV
- 『「点描のしくみ　Queen of Hearts」予告編』
- 『コニカミノルタマンIII 大嫌いな上司』　コニカミノルタマン役
- 『SEASONS』GACKT ミュージックビデオ
- 仮面ライダーBLACK SUN（2022年10月28日、Amazon Prime Video） - タキシードの男 役

### Vシネマ
- 『死刑確定IV』新山役（東映ビデオよりDVD発売）

### CM
- NTT DoCoMo NTT 2005年「お祝い」篇　先輩パティシエ役
- コニカミノルタマンIII「大嫌いな上司」篇　コニカミノルタマン役
- 小田急ロマンスカー 2015年 夏「朝風呂」篇　父親役

### VOICE
- 「二つの悲劇ー東日本大震災とスローフード運動」

### 舞台
- 「TAIZO」(興行史上初、映画と演劇のコラボレーション) 2005年7月〜8月
- 「THE WINDS OF GOD」2006年2月8〜13日
- 「空」 2006年6月29日〜7月2日
- 「天気待ち・Waiting for the sun」2007年8月28日〜9月2日
- 「Dream of Passion」2008年1月10日〜1月20日
- 「箱娘」インスパイア 演出/根本宗子
- 「死ぬまで生きる!」インスパイア 演出/本田誠人
- 「ブレーメンの自由」演出/高瀬一樹
- 「MOON SAGA〜義経秘伝〜第二章」脚本・演出/ GACKT
- 「Honganji」2016年 明智光秀役